# Педді Лоу
Падді Лоу (англ. Paddy Lowe) — британський автоспортивний інженер, до лютого 2013 року технічний директор «Макларен», після цього Лоу погодився перейти в «Мерседес» у 2014 році.
Педді Лоу закінчив Коледж Сідней Сассекс, Кембриджський університет у 1984 році зі ступенем в галузі машинобудування. У 1987 році почав працювати у «Вільямс» як загальний керівник електротехнічного відділу.
Лоу перейшов у «Макларен» у 1993 році, коли він працював керівником відділу досліджень і розвитку. У січні 2011 року Лоу став технічним директором команди.